# Xilaiqiao (köpinghuvudort i Kina, Jiangsu Sheng, lat 32,04, long 119,91)
Xilaiqiao (kinesiska: 西来桥, 西来桥镇) är en köpinghuvudort i Kina. Den ligger i provinsen Jiangsu, i den östra delen av landet, omkring 100 kilometer öster om provinshuvudstaden Nanjing. Antalet invånare är 18 689. Befolkningen består av 8 606 kvinnor och 10 083 män. Barn under 15 år utgör 9,0 %, vuxna 15-64 år 78 %, och äldre över 65 år 12,0 %.
Runt Xilaiqiao är det mycket tätbefolkat, med 2 103 invånare per kvadratkilometer. Närmaste större samhälle är Menghe, 6,4 km väster om Xilaiqiao. Trakten runt Xilaiqiao består till största delen av jordbruksmark.
Genomsnittlig årsnederbörd är 1 525 millimeter. Den regnigaste månaden är juli, med i genomsnitt 289 mm nederbörd, och den torraste är januari, med 43 mm nederbörd.